# تماس تلفنی (فیلم ۲۰۱۳)
تماس تلفنی (انگلیسی: The Phone Call) یک فیلم کوتاه بریتانیایی است به کارگردانی مت کرکبی که در سال ۲۰۱۳ منتشر شد.
این فیلم کوتاه در هشتاد و هفتمین دوره جوایز اسکار برنده جایزه اسکار شد

## باریگران
- سالی هاوکینز در نقش Heather
- جیم برودبنت در نقش Stanley
- ادوارد هاگ در نقش Daniel
- پرونلا اسکیلز در نقش Joan